# Haarglättung

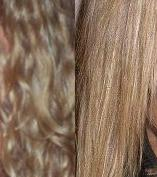
Haar vor und nach der Glättung

Bei der Glättung der Haare wird krauses und gelocktes Haar durch Hilfsmittel geglättet.

## Haarglätter

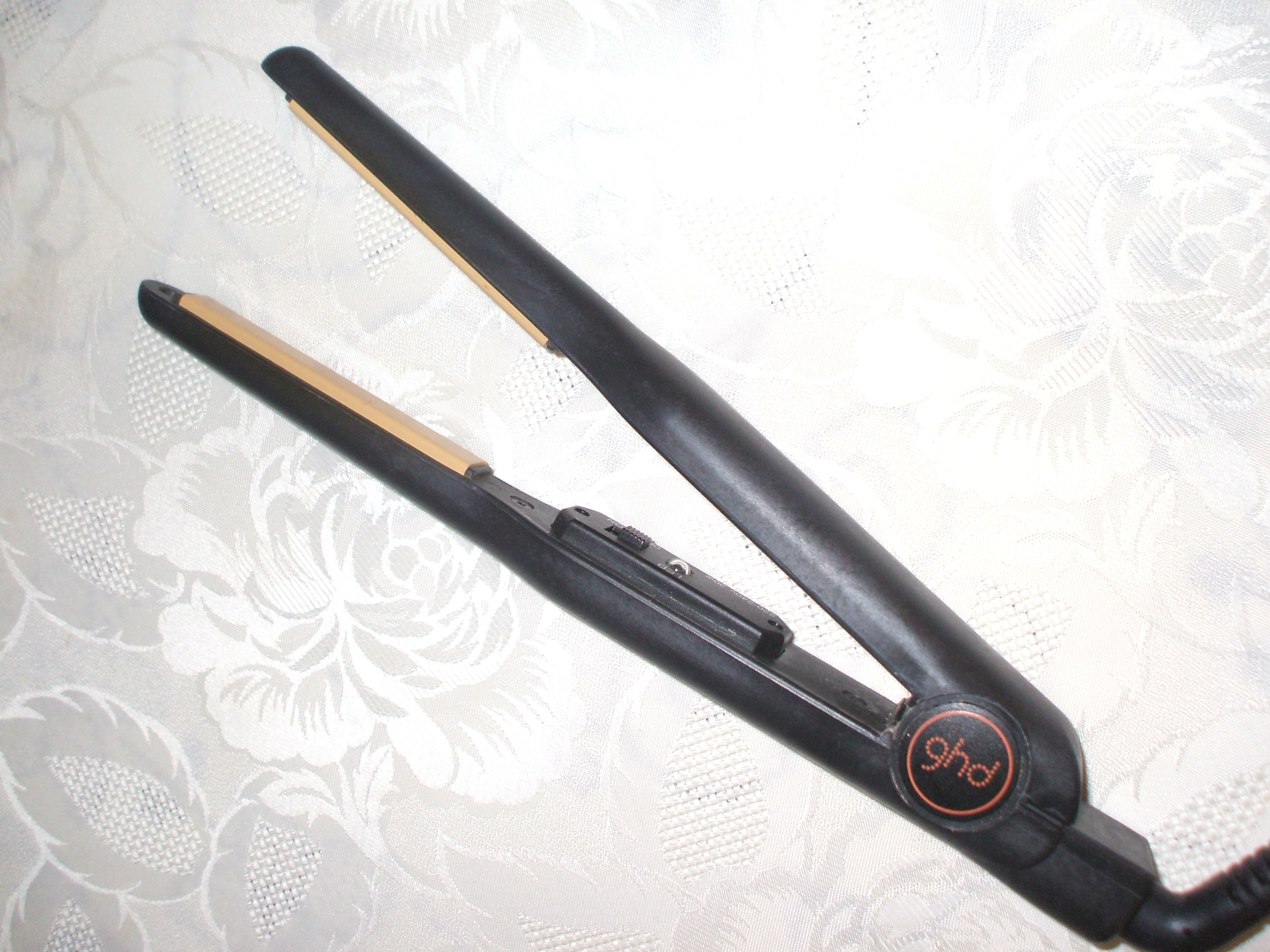
Modernes Glätteisen

Die Glättung gelockter oder gewellter Haare erfolgt durch thermisches Bügeln mit einem Haarglätter – auch Glätteisen genannt. Das Glätteisen wurde früher nach der alten scherenartigen Bauweise aus bloßem Eisen gefertigt. Dessen Backen wurden durch dosiertes Ablegen auf einer Herdplatte mäßig erhitzt. Heute werden Haarglätter elektrisch beheizt. Die Solltemperatur von 80 bis 230 °C wird durch einstellbaren Thermostat, meist jedoch durch ein sich selbst regelndes Heizelement erzielt, das dabei Netzspannung von 100 bis 240 V akzeptiert. Die beheizte Flächen sind ab 15 mm × 60 mm groß, die Heizleistung beträgt je nach Größe und Regelung 25 bis 170 W. Schalter und eventuell vorhandener Thermostatknopf können verstellgeschützt im Zangenspalt untergebracht sein, das Netzkabel drehbar angelenkt.
In den meisten Fällen ist das Gerät wie eine Zange konzipiert, wobei die Zangenbacken längliche plane heiße Flächen aus Metall (Aluminium eloxiert, eventuell zusätzlich gleitfähig beschichtet) oder Keramik sind. Das Funktionsprinzip ist folgendes: Man legt und nimmt einen Haarstrang in die „Zange“ und führt den Glätter unter dem Zug der Reibungskraft bis zu den Haarspitzen. Das Geradestrecken unter Erhitzen wirkt glättend auf die Haare.
Es gibt Zangenbacken, die gegen zarte Federung beständig mit Handkraft gegen die Haarsträhne gedrückt werden müssen. Hingegen haben selbstschließende Zangen eine umgekehrt und stärker wirkende Feder, die die Haare zwischen den Backen zusammenpresst und eine dann schräg abstehende Hebeltaste, die auf Druck mit Zeige- und Mittelfinger die Backen öffnet, um eine neue Strähne aufzunehmen.
Für die – an den Haarwurzeln spürbar – sanfte Funktion ist ein geringer Reibungskoeffizient zwischen den – an den Kanten abgerundeten – Backenflächen und dem Haar wichtig, sowie das händische Nachlassen der Presskraft, wenn zu den Haarspitzen hin die Haarsträhne nur mehr viel weniger Haare enthält. 
Wellenaufsätze für die flachen Backen bewirken den gegenteiligen Effekt. Manche Haarglätter sind mit Kammzähnen und mitbeheizten gewölbten Außenflächen versehen, die die Wellung von Haar erlauben. 
Neben dem gewöhnlichen Glätteisen gibt es die Glättbürste. Sie wird auch als Haarglätterbürste bezeichnet. Der Vorteil gegenüber dem Glätteisen ist vor allem die einfache Anwendung. Man bürstet mit ihr die Haare wie mit einer gewöhnlichen Haarbürste, während sie gleichzeitig geglättet werden. 
Siehe auch: Ondulation, Brennschere

## Haarpflegesysteme
Neben dem Haarglätter werden auch Haarpflegesysteme zu Glättung verwendet. Diese verwenden als Bestandteile wasserabstoßenden Silikone oder Lanolinersatzstoffe, die für die Glättung der Haare sorgen sollen.